# Isola del Cantone
Isola del Cantone é uma comuna italiana da região da Ligúria, província de Génova, com cerca de 1.485 habitantes. Estende-se por uma área de 47 km², tendo uma densidade populacional de 32 hab/km². Faz fronteira com Arquata Scrivia (AL), Busalla, Gavi (AL), Grondona (AL), Mongiardino Ligure (AL), Roccaforte Ligure (AL), Ronco Scrivia, Vobbia, Voltaggio (AL).

## Demografia
| Variação demográfica do município entre 1861 e 2011                               |
|                                                                                   |
| Fonte: Istituto Nazionale di Statistica (ISTAT) - Elaboração gráfica da Wikipedia |